# Касьер, Жан л’Эвек де ла
Жан л’Эве́к де ла Касье́р (фр. Jean L’Evesque de La Cassière; 1503, Овернь — 21 декабря 1581, Рим) — 50/51-й Великий магистр ордена госпитальеров (1568—1572). На средства магистра в Валлетте был возведён собор св. Иоанна, ставший, в частности, усыпальницей великих магистров Мальтийского ордена.

## Биография
До назначения высший пост был столпом Оверни (фр. piliers) и соответственно Великим маршалом ордена. Был избран великим магистром 30 января 1572 года.
При правлении Касьера орден иоаннитов претерпел большие потрясения. Наблюдался острый конфликт поколений, когда с одной стороны молодые рыцари выступали с протестом против деспотизма великого магистра; с другой стороны их жажда благ и славы довлела над подвижничеством и самопожертвованием опытных братьев старших поколений. В 1581 году ла Касьеру было уже около 80 лет, его власть ослабла, и молодые рыцари с большой неохотой исполняли его приказы. Раздоры и противостояние между французскими (Прованс, Овернь, Франция) и иберийскими национальными провинциями, или «языками» (Арагон, Наварра, Кастилия и Леон, Португалия) дошли до небывалого накала. Р. Ю. Печникова описала ситуацию следующими словами: «Суть конфликта весьма поучительна, поскольку полностью развенчивает легенду о якобы существовавшем между членами ордена духовном единстве и межнациональном братстве. Первыми восстали испанские рыцари (1581 год), считавшие, что их роль в делах ордена была сильно принижена. Рассуждения их базировались на том, что на протяжении почти полувека Испания являлась наиболее верным и могущественным покровителем Мальтийского ордена, а потому и его глава должен избираться из испанцев. Обвинив „сюзерена Мальты“ во всех смертных грехах, включая сговор с „врагами веры“, арагонские и кастильские иоанниты подняли бунт, закончившийся выборами ещё одного великого магистра — в противовес первому». К тому же епископ Мальты стремился использовать разногласия внутри ордена в собственных интересах. Для нейтрализации разногласий, а также для укрепления влияния Святого Престола папа Григорий XIII назначил на Мальте инквизитора, что произошло в 1574 году. Папский инквизитор враждебно относился к рыцарям ордена, а епископа Мальты, назначаемого вице-королём Сицилии, открыто называл своим врагом.
Кризис обострился в 1581 году, когда молодые рыцари выступили против великого магистра. Архиепископ Тулузы и посол Франции при Святом Престоле Поль де Фуа (Paul de Foix) по сообщениям из первых рук описывал данные события королю Франции Генриху III в письмах из Рима, освещая позиции обеих сторон конфликта. 6 июля 1581 годы мятежники созвали совет (Conseil) без участия заболевшего ла Касьера. «Языки» (национальные провинции) Франции, Италии, Арагона и Кастилии выступили с яростными нападками на магистра. «Языки» Оверни, Прованса и Германии заняли умеренные позиции. В рамках соблюдения устава ордена к главе ордена обратилась делегация из 3 рыцарей с просьбой сдать полномочия и назначить вместо себя лейтенанта при великом магистре (фр. Lieutenant du Magistere; лейтенанта великого магистра англ. Lieutenant Grand Master, также лейтенанта ордена), который обычно исполнял его обязанности во время его отсутствия на Мальте. Ла Касьер ответил, что всё ещё может руководить орденом, но при этом сомневается, что капитул обладает компетенцией отстранять великого магистра от его должности. Данный аргумент поставил совет в затруднительное положение, но было решено лейтенантом великого магистра назначить Матюрена Ромегаса, первым приказом которого от 8 июля было смещение ла Касьера и заключение его под арест в замок Сен-Анжело под охрану братьев. Причиной ареста был заявлен весьма преклонный возраст (более 80 лет) и дряхлость великого магистра, хотя лейтенант передал кастеляну замка, что бы тот обходился с ла Касьером не как с пленником или заключённым, но как с гостем. Известие об этом потрясло папу римского. Для выяснения данной ситуации папа послал на Мальту нунция Гаспара Висконти. Папский нунций не обладал полномочиями для улаживания спора и для его разрешения предложил Жану л’Эвеку де ла Касьеру и Матюрену Ромегасу отправиться в Рим и обратиться к папе.
В своём же письме Полю де Фуа великий магистр указал причиной своего ареста нежелание молодых рыцарей выполнять некоторые его приказы. К тому же старые рыцари относились к их исполнению со всей серьёзностью, чем вызывали недовольство молодых рыцарей великим магистром. Однако настоящей причиной, скрывавшейся за этим формальным предлогом, являлась защита привилегий «языка» Оверни в ущерб правам рыцарей других «языков», в частности, Италии и Испании. По большому счёту причиной мятежа было стремление рыцарей «языков» Прованса, Оверни и Франции к бо́льшей свободе и независимости от влияния испанских монархов на внутреннюю политику ордена.
Взаимная неприязнь соперничавших за и против ла Касьера партий довела до драк и вооружённых стычек. В Риме столкновение между враждовавшими мальтийскими рыцарями закончилось убийством, поэтому в конце октября 1581 года совет рыцарей на Мальте запретил ношение оружия. 20 сентября освобождённый из-под ареста ла Касьер с верными ему высокопоставленными 200 рыцарями отчалил на 3 галерах в Рим, а спустя неделю туда же отправился Ромегас со своими многочисленными сторонниками. Великий магистр прибыл в Рим 26 октября 1581 года, где был встречен приветственным салютом. Григорий XIII принял сторону законного магистра, избранного согласно уставу ордена, а к лейтенанту ордена отнёсся нарочито прохладно. Ромегас не перенёс публичного унижения и умер в Риме 3 ноября 1581 года. Вскоре следом за ним скончался Жан л’Эвек де ла Касьер. Согласно обычаю, в случае смерти магистра госпитальеров при дворе папы, следующего главу ордена назначал он. Но Григорий XIII решил использовать ситуацию для усиления влияния на орден, заявив, что следующих великих магистров Мальтийского ордена будет назначать папа римский. Григорий XIII предложил капитулу три кандидатуры. 12 января 1582 года 16 выборщиков назначили великим магистром Мальтийского ордена Гуго де Лубенс Вердала (1581—1595) из «языка» Прованса, которому предстояло усмирение бунта и отстаивание интересов ордена госпитальеров.
Жан л’Эвек де ла Касьер «перешёл к жизни иной 21 декабря 1581 года». После отпевания тело на галере было перевезено на Мальту, где 11 января 1582 года обрело покой в Валлетте в соборе св. Иоанна, выстроенном на средства де ла Касьера. Сердце магистра было оставлено в Риме. Эпитафия и описание отчеканенных во время его правления монет приведены в книге «Анналы Мальтийского ордена» (Annales de l’Ordre de Malte).